# Irma Christenson
Irma Alexandra Christenson, född 14 januari 1915 i Hunnebostrand, Bohuslän, död 21 februari 1993 i Oscars församling i Stockholm, var en svensk skådespelare.

## Biografi
Christenson gick ut Dramatens elevskola 1936. Samma år filmdebuterade hon i Per-Axel Branners film Äventyret och engagerades vid Göteborgs stadsteater, där hon verkade till 1940. Hon kom därefter att arbeta vid olika privatteatrar i Stockholm, däribland Vasateatern och Nya teatern. 
Hon engagerades 1950 vid Dramaten i Stockholm. 1963 gästspelade hon i rollen som Kristin tre gånger i en svensk uppsättning av Miss Julie (Fröken Julie) på Cort Theatre på Broadway. Hon har vidare medverkat vid flertal uppsättningar vid Radioteatern. 
Irma Christenson var gift med civilingenjören Carl Axel Strömberg 1936–1941 och från 1954 med författaren Per-Erik Rundquist. I det andra äktenskapet födde hon sonen Mikael Rundquist, även han skådespelare. 
Christenson är gravsatt i minneslunden på Galärvarvskyrkogården i Stockholm.

## Filmografi i urval
- 1936 – Äventyret
- 1937 – Vi går landsvägen
- 1939 – Filmen om Emelie Högqvist
- 1939 – Kadettkamrater
- 1941 – Hem från Babylon
- 1941 – Första divisionen (film)
- 1941 – Landstormens lilla argbigga
- 1942 – Det är min musik
- 1942 – Doktor Glas
- 1943 – Flickan är ett fynd
- 1943 – Herre med portfölj
- 1943 – Jag dräpte
- 1943 – Elvira Madigan
- 1944 – ... och alla dessa kvinnor
- 1944 – Den osynliga muren
- 1944 – Lev farligt
- 1944 – Vändkorset
- 1945 – I som här inträden
- 1945 – Maria på Kvarngården
- 1945 – Skådetennis
- 1946 – Saltstänk och krutgubbar
- 1947 – Försummad av sin fru
- 1947 – Tant Grön, Tant Brun och Tant Gredelin
- 1947 – Sjätte budet
- 1947 – Det vackraste på jorden
- 1949 – Fängelse
- 1950 – Hjärter Knekt
- 1950 – När kärleken kom till byn
- 1950 – Restaurant Intim
- 1950 – Två trappor över gården
- 1951 – Frånskild
- 1951 – Hon dansade en sommar
- 1958 – Bock i örtagård
- 1978 – En vandring i solen
- 1979 – Charlotte Löwensköld
- 1992 – Söndagsbarn
- 1992 – Den goda viljan

### TV-produktioner

#### TV-teater / TV-serier
- 1961 – Det låter som ett hjärta
- 1963 – Förlorarna
- 1965 – Sissan
- 1970 – Reservatet
- 1971 – Amala Kamala
- 1971 – I havsbandet (TV-serie)
- 1972 – Söndagspromenaden
- 1973 – Ett köpmanshus i skärgården (TV-serie)
- 1977 – I väntrummet
- 1977 – Kalkonen
- 1978 – Bröllopet
- 1980 – Mördare! Mördare!
- 1980 – Hyenan ler faktiskt inte...
- 1982 – Pelikanen
- 1982 – Amedée
- 1982 – Barnet
- 1983 – Mannen utan själ
- 1983 – Mäster Olof
- 1986 – De två saliga
- 1989 – Sparvöga (TV-serie)
- 1990 – I morgon var en dröm

## Teater

### Roller (ej komplett)
| År   | Roll                 | Produktion                                                                           | Regi             | Teater                           |
| ---- | -------------------- | ------------------------------------------------------------------------------------ | ---------------- | -------------------------------- |
| 1935 | Märta Åvik           | Kvartetten som sprängdes Birger Sjöberg                                              | Rune Carlsten    | Dramaten                         |
| 1935 | Mildred              | Ljuva ungdomstid (Ah , Wilderness) Eugene O'Neill                                    | Rune Carlsten    | Dramaten                         |
| 1935 | Mélanie              | Den gröna fracken (L’Habit vert) Gaston Arman de Caillavet                           | Rune Carlsten    | Dramaten                         |
| 1936 | Charlotte            | Hittebarnet August Blanche                                                           | Rune Carlsten    | Dramaten                         |
| 1936 | Angèle               | Kokosnöten (Noix de coco) Marcel Achard                                              | Rune Carlsten    | Dramaten                         |
| 1936 | Jessica              | Köpmannen i Venedig (The Merchant of Venice) William Shakespeare                     | Knut Ström       | Göteborgs stadsteater            |
| 1937 | Catherine            | Också en dag (Call it a Day) Dodie Smith                                             | Helge Wahlgren   | Göteborgs stadsteater            |
| 1937 |                      | St Peters Finger (Anthony and Anna) St. John Greer Ervine                            | Helge Wahlgren   | Göteborgs stadsteater            |
| 1939 | Ellen Murray         | Älskling, jag ger mig (Yes , My Darling Daughter) Mark Reed                          | Olof Molander    | Turné                            |
| 1939 | Grevinnan            | Kungens komedi Oscar Rydqvist                                                        | Martha Lundholm  | Vasateatern                      |
| 1939 | Francine             | Christian Yvan Noé                                                                   | Martha Lundholm  | Vasateatern                      |
| 1939 | Delfine              | Konserten (Das Konzert) Hermann Bahr                                                 | Martha Lundholm  | Vasateatern                      |
| 1940 | Miriamne             | Grå gryning (Winterset) Maxwell Anderson                                             | Per-Axel Branner | Nya Teatern                      |
| 1940 | Margaret Prynne      | Jag älskar dig - markatta (Private Lives) Noël Coward                                | Gösta Cederlund  | Nya Teatern                      |
| 1941 | Bertha               | Kamraterna August Strindberg                                                         | Per-Axel Branner | Nya Teatern                      |
| 1941 | Maggie Cutler        | Han som kom till middag (The Man Who Came to Dinner) George S. Kaufman och Moss Hart | Martha Lundholm  | Vasateatern                      |
| 1942 | Fru Keeny            | Tran (Oil) Eugene O'Neill                                                            | Per-Axel Branner | Nya Teatern                      |
| 1942 | Jenny                | Stycken av ett mönster (Brudstykker af et mønster) Carl Erik Soya                    | Per-Axel Branner | Nya Teatern                      |
| 1942 | Mary André           | Natten till den 17 januari (Night of January 16th) Ayn Rand                          | Per-Axel Branner | Nya Teatern                      |
| 1942 | Asta Allmers         | Lille Eyolf Henrik Ibsen                                                             | Martha Lundholm  | Vasateatern                      |
| 1942 | Ruth                 | Min syster Eileen (My Sister Eileen) Joseph Fields och Jerome Chodorov               | Gösta Folke      | Vasateatern                      |
| 1943 | Fru Graham           | Raid i natt (Flare Path) Terrence Rattigan                                           | Per-Axel Branner | Nya teatern                      |
| 1944 | Célimène             | Misantropen (Le misanthrope) Molière                                                 | Sam Besekow      | Nya Teatern                      |
| 1944 | Eleonora             | Min fru går igen (Blithe Spirit) Noël Coward                                         | Per-Axel Branner | Nya Teatern                      |
| 1945 | Mary Howard          | När kvinnor mötas (When Ladies Meet) Rachel Crothers                                 | Sam Besekow      | Blancheteatern                   |
| 1946 | Alice Langdon        | Svart kamrat (Deep Are the Roots) Arnaud d'Usseau och James Gow                      | Per-Axel Branner | Nya Teatern                      |
| 1947 | Helen                | Alltsedan paradiset (Ever since paradise) J.B. Priestley                             | Per-Axel Branner | Nya Teatern                      |
| 1948 | Helen                | Alltsedan paradiset (Ever since paradise) J.B. Priestley                             | Per-Axel Branner | Nya Teatern/ Riksteatern         |
| 1948 | Helen                | Alltsedan paradiset (Ever since paradise) John Boynton Priestley                     | Stig Torsslow    | Malmö stadsteater                |
| 1948 | Joanna Lyppiatt      | Fröjd för stunden (Present Laughter) Noël Coward                                     | Per-Axel Branner | Nya Teatern                      |
| 1949 | Blanche DuBois       | Linje Lusta (A Streetcar Named Desire) Tennessee Williams                            | Stig Torsslow    | Malmö stadsteater                |
| 1949 |                      | I pingstens brus Sigvard Mårtensson                                                  | Georg Årlin      | Malmö stadsteater                |
| 1949 |                      | Ingen går fri Stig Dagerman                                                          | Stig Dagerman    | Malmö stadsteater                |
| 1949 | Madeleine            | Inte för er, mina damer (N’ecoutez pas, Mesdames) Sacha Guitry                       | Martha Lundholm  | Vasateatern                      |
| 1950 | Georgina Allerton    | Drömflickan (Dream Girl) Elmer Rice                                                  | Per Gerhard      | Norrköping-Linköping stadsteater |
| 1951 |                      | Låt mig ta hand om dig (Gather no moss) Max Catto                                    | Ernst Eklund     | Lisebergsteatern                 |
| 1957 | Eloïse de Kestournel | Markisinnan (The Marquise) Noël Coward                                               | Gunnar Ekström   | Helsingborgs stadsteater         |
| 1960 | Miss Gilchrist       | Gisslan (The Hostage) Brendan Behan                                                  | Per-Axel Branner | Dramaten                         |
| 1963 |                      | Lyckans dar (Happy Days) Samuel Beckett                                              | Lennart Olsson   | Malmö stadsteater                |
| 1964 | Andra fältkonkubinen | Tre knivar från Wei Harry Martinson                                                  | Ingmar Bergman   | Dramaten                         |
| 1965 | Yvonnes tant         | Yvonne, prinsessa av Bourgogne (Iwona , księżniczka Burgunda) Witold Gombrowicz      | Alf Sjöberg      | Dramaten                         |
| 1967 | Agnes                | Balansgång (A Delicate Balance) Edward Albee                                         | Bo Widerberg     | Dramaten                         |
| 1969 | Johanna              | Bröllopsfesten (Hochzeit) Elias Canetti                                              | Donya Feuer      | Dramaten                         |
| 1971 | Mrs. Baker           | Fri som fjärilen (Butterflies are Free) Leonard Gershe                               | Jan Malmsjö      | Scalateatern                     |
| 1971 | Lucina Beer          | Modern (Matka) Stanislaw Ignacy Witkiewicz                                           | Alf Sjöberg      | Dramaten                         |
| 1975 | Medverkande          | Staden spelar upp! Carl Zetterström                                                  | Lars Amble       | Dramaten                         |

## Radioteater

### Roller
| År   | Roll           | Produktion                                    | Regi               |
| ---- | -------------- | --------------------------------------------- | ------------------ |
| 1946 | Dolly de Vriev | Teater Guy Bolton                             | Rune Carlsten      |
| 1955 | Irene Brandt   | Hillman och de tre ingenjörerna Folke Mellvig | Carl-Otto Sandgren |

## Priser och utmärkelser
- 1968 – O'Neill-stipendiet
- 1973 – Läkerols kulturpris
- 1979 – Gösta Ekman-stipendiet
- 1979 – Svenska Akademiens teaterpris
- 1980 – Litteris et Artibus